# 拘束衣

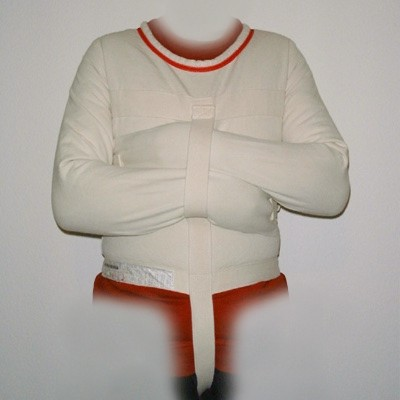
拘束衣

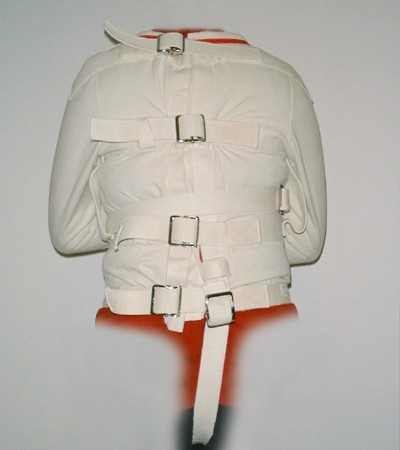
拘束衣の裏側　ベルトで繋がれている

日本の法令で定められている拘束衣。留置場用。

拘束衣（こうそくい、英語: Straitjacket）は、何らかの理由で他人あるいは自分自身に危害を加える恐れのある者に着用させるための衣服。鎮静衣とも言う。

## 構造
一般的には袖が長いジャケット状で、着用者の手を腹側にまわして袖を結び上半身の自由を奪うものが知られている。
精神科病院や刑務所などで、自傷行為を起こす閉鎖病棟の入院患者や、暴れる受刑者に着せられたりすることが多かったため、重症の精神病患者、もしくは非常に重要な犯罪者に用いるイメージが強い（一部の映画でもそのように用いられてきた）。
精神科病院で使用される物は、閉じた袋状の袖の外側に、短い革ベルトの先端部分が縫いつけられていて、胴体側に付けられたバックル部分に差し込んで使用する製品が多い。これは自傷行為や無断離院を防止するために指先を露出させない一方で、患者の苦痛を和らげるために、拘束衣の締め付けの強弱を調整するためである。胴部のバックルが複数あり、拘束の角度を変えることができる製品も存在する。
ただ、この処置には『患者に対する人権侵害』という批判が根強いため、近年では拘束衣を用いず包帯など柔らかい布でベッドに拘束したり、ベッドの上に厚手の革ベルトや板などを渡し、ベットからの落下防止と拘束を行なう向きもある。

## 日本における拘束衣
日本の刑事施設においては、明治24年から「窄衣」という名称で、法定外拘束具として用いられていた。その後、監獄法施行規則にて正式に規定されるに至った。
監獄法施行規則
（明治41年6月16日司法省令第18号）
第48条 　戒具は左の4種とす
(1) 　鎮静衣
(2) 　防声具
(3) 　手錠
(4) 　捕縄
○2 戒具の製式は法務大臣別に之を定む

第49条 　戒具は所長の命令あるに非されは之を使用することを得す但緊急を要するときは此限に在らず
○2 前項但書の場合に於ては使用後直に其旨を所長に報告す可し

第50条 　鎮静衣は暴行又は自殺の虞ある在監者、防声具は制止を肯んせすして大声を発する在監者、手錠及捕縄は暴行、逃走若くは自殺の虞ある在監者又は護送中の在監者にして必要ありと認むるものに限り之を使用することを得
○2 鎮静衣は12時間以上、防声具は6時間以上之を使用することを得す但特に継続の必要ある場合に於ては爾後3時間毎に更新することを妨けす

○3 護送中の者には鎮静衣を使用することを得す
刑事収容施設及び被収容者等の処遇に関する法律の第二百十三条（捕縄、手錠、拘束衣及び防声具の使用）にて、逃走しようとする場合、自身や他者を傷つける場合、留置施設の設備、器具などを破壊するおそれのある場合で、他に選択肢がない場合は、留置業務管理者の命令で拘束衣を使用することができる。ただし、この際、捕縄、手錠又は防声具の同時使用はできないとされる。

## 用途

### 本来の用途
元々は、酷い皮膚疾患やアルコール中毒など、自分の意志では止めることができないが治療の妨げになる行動（かきむしりや脱走など）を防ぐ目的で、製作・使用されてきた医療用具であるので、認知症の老人や子供向けに1人では脱げない衣服、ファスナーで自傷しない衣服が、拘束衣・拘束着として販売されていたが、介護保険法に定められた「身体拘束禁止規定」に抵触するため、近年では老人介護施設を中心に、極力使用しない努力が広まっている。

### その他の用途

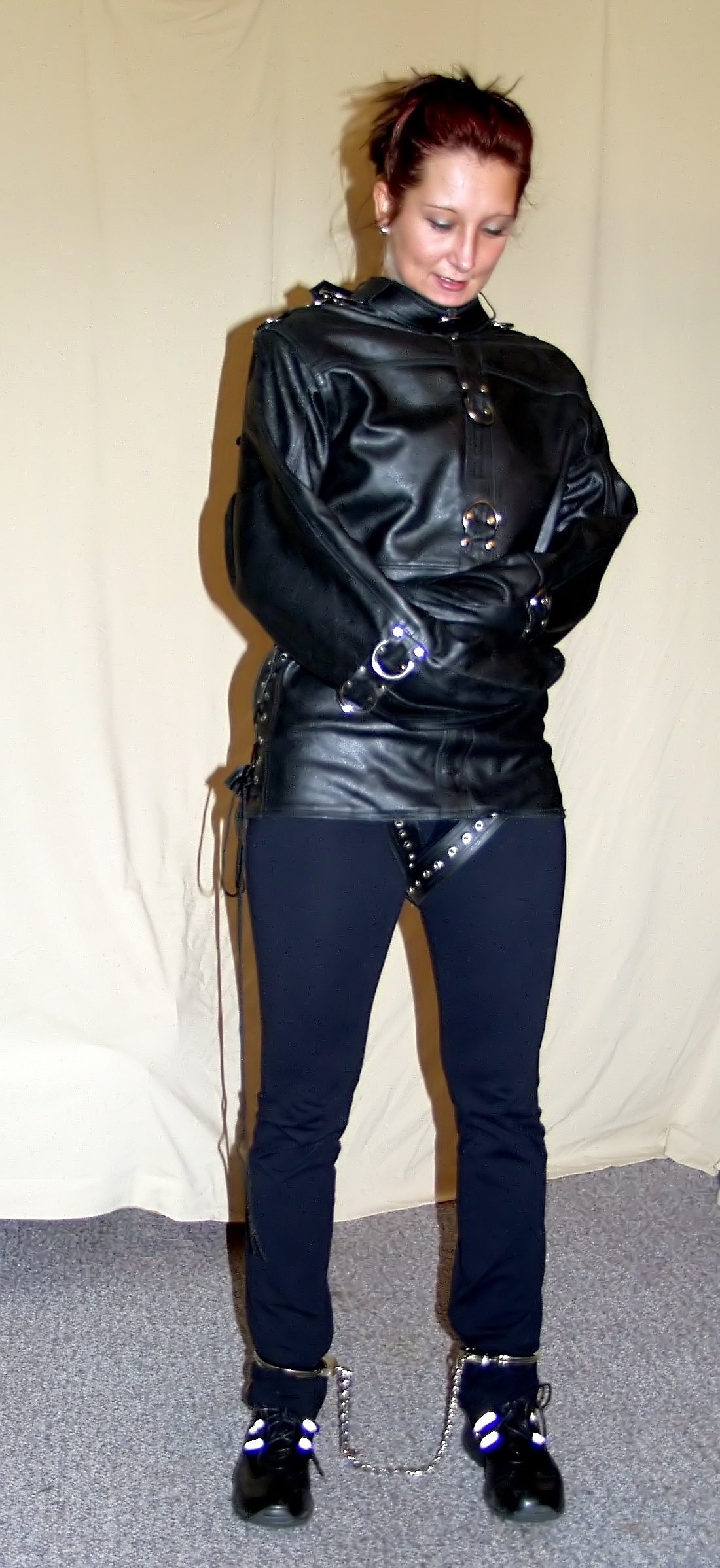
BDSM用の拘束衣

拘束衣から抜け出す「脱出術」は、フーディーニ以来奇術の定番となっている。
BDSMでも拘束具の一つとして用いられる。また、拘束服、拘束着は拘束衣と同様のものである。ただし、BDSMで用いられるベルトを組み合わせただけの衣服としての機能を持たない拘束具も拘束衣と紹介されることが多いが、拘束衣・拘束着はあくまで自由を拘束することのできる「衣服」であり、着用者の皮膚を保護しないものは拘束衣・拘束着とは呼べない。

## 事件
2007年8月3日には、大阪府警泉南署の留置場で、道交法違反容疑で逮捕された35歳の男性が、留置場内で拘束衣を着せられて保護室に収容中に心疾患で死亡する事件が起きている。
近年では、このように人体を長時間に渡って拘束することがクラッシュ症候群の原因となることが知られており、ベッドにベルトで拘束する方式の物を含めて使用頻度を減らす努力が行われている。